# Saint-Bonnet-le-Château
Saint-Bonnet-le-Château is een gemeente in het Franse departement Loire (regio Auvergne-Rhône-Alpes). De plaats maakt deel uit van het arrondissement Montbrison. Saint-Bonnet-le-Château telde op 1 januari 2022 1.457 inwoners.
Met de bouw van de kapittelkerk werd begonnen aan het begin van de vijftiende eeuw. Dit werd mogelijk gemaakt door een schenking van Guillaume Taillefer, een rijke lakenhandelaar. Het oudste deel van de kerk is de lage kapel, waarin nog de oorspronkelijke vijftiende-eeuwse muurschilderingen bewaard zijn gebleven.

## Geografie
De oppervlakte van Saint-Bonnet-le-Château bedroeg op 1 januari 2022 1,87 vierkante kilometer; de bevolkingsdichtheid was toen 779,1 inwoners per km².

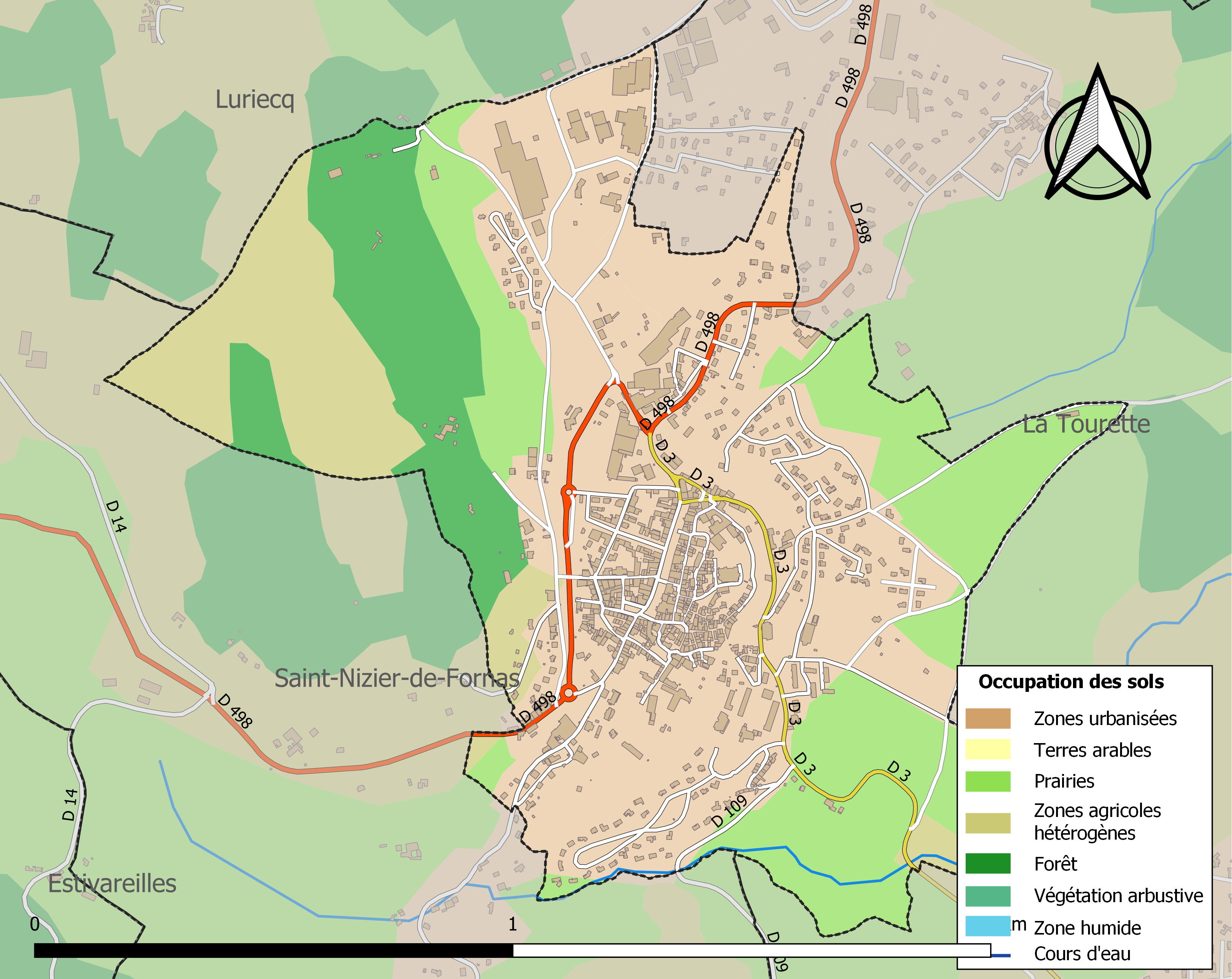
Kaart van de gemeente met de belangrijkste infrastructuur, bodemgebruik en omliggende gemeenten

## Demografie
Onderstaande figuur toont het verloop van het inwonertal (bron: INSEE-tellingen).